# گانثورپ، نورفک
گانثورپ (به انگلیسی: Gunthorpe) یک روستا و محله مدنی در بریتانیا است که در North Norfolk واقع شده‌است. گانثورپ ۸٫۸۲ کیلومتر مربع مساحت و ۲۴۴ نفر جمعیت دارد.